# Flias
Flias, Fliante o Fliaso è un personaggio della mitologia greca, un figlio di Dioniso e contato tra gli argonauti.

## Genealogia
Flias è in genere indicato come figlio del dio Dioniso, ma non c'è accordo su quale fosse la madre. Secondo Apollonio Rodio era figlio di Dioniso e Ctonofila. Pausania cita una versione secondo cui il padre sarebbe stato Ciso, ma afferma che secondo lui era figlio di Dioniso e Aretirea, figlia di Arante ed eponima della città di Aretirea, mentre Ctonofila, figlia di Sicione, sarebbe stata sua moglie e madre di suo figlio Androdamante. Igino lo chiama "Fliaso" (Phliasus) e lo considera figlio di Dioniso e Arianna. Infine, nelle Argonautiche orfiche si dice soltanto che sua madre fu una ninfa, senza che sia menzionato il nome.
Secondo una versione, diede il nome alla città di Fliunte, a volte identificata con l'antica Aretirea